# Youssef En-Nesyri
Youssef En-Nesyri, född 1 juni 1997, är en marockansk fotbollsspelare (anfallare) som spelar för Fenerbahçe. Han spelar även för Marockos landslag.

## Klubbkarriär

### Tidig karriär
En-Nesyri kom som 14-åring till Maghreb AS. 2011 gick En-Nesyri till fotbollsakademin Mohammed VI, där han spelade fram till juni 2015 då han värvades av spanska Málaga CF. En-Nesyri började inledningsvis i ungdomslaget, men gjorde sin debut för reservlaget den 16 april 2016 i en 3–1-vinst över Guadix CF i Tercera División, där han även gjorde sitt första mål. En-Nesyri gjorde därefter mål i tre raka matcher mot CD Huétor Tájar, River Melilla CF och FC Vilafranca. Han blev en viktig spelare för reservlaget som var väldigt nära uppflyttning till Segunda División B.

### Málaga
Den 8 juli 2016 blev En-Nesyri uttagen i tränaren Juande Ramos försäsongstrupp. Åtta dagar senare gjorde han två mål i en träningsmatch mot Algeciras CF (4–0-vinst). Efter att ha gjort sex mål under försäsongen skrev En-Nesyri den 23 augusti 2016 på ett nytt fyraårskontrakt med Málaga. Tre dagar senare gjorde han sin La Liga-debut då han blev inbytt mot Keko i en 2–2-match mot RCD Espanyol.
En-Nesyri gjorde sitt första mål i La Liga den 21 september 2016, då han efter att ha blivit inbytt mot Charles gjorde det matchavgörande 2–1-målet i en hemmavinst över SD Eibar. Han gjorde fyra mål på 25 ligamatcher under säsongen 2017/2018, som slutade med nedflyttning för Málaga.

### Leganés
Den 17 augusti 2018 värvades En-Nesyri av CD Leganés, där han skrev på ett femårskontrakt. Han gjorde sina första två mål den 30 oktober 2018 i en 2–2-match mot Rayo Vallecano i Copa del Rey, Den 23 november 2018 gjorde En-Nesyri sitt första ligamål i en match mot Deportivo Alavés på Estadio Municipal de Butarque.
Mellan januari och februari 2019 gjorde En-Nesyri sex mål på tre matcher medan Leganés gick obesegrade. Han gjorde två mål i en 2–2-match mot Eibar, ett sent matchvinnande mål mot Rayo samt alla tre målen mot Real Betis då han blev den första Leganés-spelaren att göra ett hattrick i La Liga.

### Sevilla
Den 16 januari 2020 värvades En-Nesyri av Sevilla på ett kontrakt fram till juni 2025 efter att klubben nyligen sålt anfallarna Mu'nas Dabbur och Javier Hernández. Han debuterade två dagar senare i en 2–1-förlust mot Real Madrid, där han blev inbytt i den 65:e minuten mot Munir El Haddadi. Den 9 februari gjorde En-Nesyri sin första match som startspelare mot  Celta Vigo och han gjorde även sitt första mål då Sevilla förlorade med 2–1.
En-Nesyri gjorde sin debut i en internationell tävling den 20 februari 2020 mot rumänska Cluj i sextondelsfinalen av Europa League. Han kvitterade sent i matchen till 1–1, vilket gjorde att Sevilla gick vidare genom bortamålsregeln. Den 6 augusti 2020 gjorde han mål i en 2–0-vinst över italienska Roma i åttondelsfinalen av Europa League.
Den 4 november 2020 gjorde En-Nesyri två mål i en 3–2-vinst över ryska Krasnodar i Champions League 2020/2021, vilket var hans första Champions League-mål. Den 8 december gjorde En-Nesyri återigen två mål i en 3–1-vinst över franska Rennes.
I januari 2021 gjorde En-Nesyri hattricks mot Real Sociedad (3–2-vinst) och Cádiz CF (3–0-vinst). Den 9 mars 2021 gjorde han två mål i en 2–2-bortamatch mot tyska Borussia Dortmund i åttondelsfinalen av Champions League, där Sevilla dock blev utslagna efter att ha förlorat dubbelmötet med sammanlagt 5–4. Den 14 mars gjorde han det av matchavgörande målet i en 1–0-vinst över Real Betis i Sevilladerbyt.

### Fenerbahçe
I juli 2024 värvades En-Nesyri av turkiska Fenerbahçe, där han skrev på ett femårskontrakt.

## Landslagskarriär
En-Nesyri blev den 22 augusti 2016 uttagen i Marockos landslag av förbundskaptenen Hervé Renard till två vänskapsmatcher mot Albanien och São Tomé och Príncipe. Han debuterade nio dagar senare som startspelare i en 0–0-match mot Albanien.
En-Nesyri blev uttagen i Marockos trupp till Afrikanska mästerskapet 2017 i Gabon, där han gjorde mål i den andra gruppspelsmatchen mot Togo (3–1-vinst). I juni 2018 blev han uttagen i Marockos trupp till fotbolls-VM 2018 i Ryssland, som ersättare till Badr Banoun. Han gjorde mål i den sista gruppspelsmatchen mot Spanien som slutade 2–2.
Vid Afrikanska mästerskapet 2019 i Egypten gjorde En-Nesyri matchens enda mål i en gruppspelsvinst över Elfenbenskusten, vilket hjälpte Marocko att ta sig vidare till åttondelsfinalen. I åttondelsfinalen mot Benin gjorde En-Nesyri ett kvitteringsmål, vilket tog matchen till straffsparksläggning. Väl där räddades hans straff av Benins målvakt Saturnin Allagbé och Marocko förlorade straffsparksläggningen och blev utslagna.

## Meriter
Sevilla
- Europa League: 2019/2020[38]

Individuella
- Årets spelare i Leganés: säsongen 2018/2019
- Månadens spelare i La Liga: januari 2021[39]